# Tarphius canariensis
Tarphius canariensis es una especie de coleóptero de la familia Zopheridae. La especie fue descrita científicamente por Thomas Vernon Wollaston en 1862.

## Subespecies
- Tarphius canariensis canariensis Wollaston, 1862
- Tarphius canariensis postcostatus Uyttenboogaart, 1937

## Distribución geográfica
Habita en las  islas Canarias (España).